# Мортиша Аддамс
Мортиша Аддамс (англ. Morticia Addams) — вымышленный персонаж во франшизе «Семейка Аддамс». Мортиша — жена Гомеса Адамса, мать Уэнсдей, Пагсли и Пуберта Аддамсов.

## История
Героиня была создана карикатуристом Чарльзом Аддамсом в 1933 году для серии газетных комиксов «Семейка Аддамс». В комиксах ни у кого из членов семьи не было имён. Когда персонажей адаптировали для телесериала 1964 года, Чарльз Аддамс выбрал имя Мортиша из-за ассоциаций с английским словом Mortician (гробовщик).
Девичья фамилия Мортиши — Фрамп, и у неё есть старшая сестра по имени Офелия (которую также играет Кэролин Джонс в оригинальном сериале). В телесериале ее мать (сестру дяди Фестера) звали Эстер Фрамп (её роль исполняла Маргарет Гамильтон). Её свекровь — Бабушка Аддамс. В фильмах «Семейка Аддамс» 1990-х годов семейные отношения персонажей Бабушки и Фестера меняются. Бабушка на самом деле мать Мортиши, а не Гомеса, а Фестер — брат Гомеса, а не дядя Мортиши.

## Описание
Чарльз Аддамс:

Настоящая глава семейства… тихая, проницательная и утончённая, с редкой улыбкой… разрушенной красотой… презрительная, оригинальная и дико верная семье… даже при расположении — молчаливая, остроумная, порой смертельно опасная… предающаяся сдержанным рапсодиям про её сад из смертоносной белладонны, белены и болотницы…
Оригинальный текст (англ.)The real head of the family … low-voiced, incisive and subtle, smiles are rare…ruined beauty … contemptuous and original and with fierce family loyalty … even in disposition, muted, witty, sometimes deadly … given to low-keyed rhapsodies about her garden of deadly nightshade, henbane and dwarf’s hair

Мортиша изображается похожей на ведьму, с чрезвычайно бледной кожей и длинными распущенными прямыми чёрными волосами. Обычно она носит черные платья, плотно облегающие, с бахромой из тканевых «щупалец» на нижней кромке.
Мортиша любит музицировать, её часто можно увидеть свободно играющей на японском сямисэне. Ей нравится срезать бутоны с роз, которые она выбрасывает и оставляет только стебли. Её домашнее животное — Клеопатра, вымышленная порода плотоядных растений, называемая африканским душителем, которого она кормит мясом.

## В экранизациях
- Мортиша была сыграна Кэролин Джонс в телесериале 1964—1966 годов и в телевизионном фильме 1977 года. Джонс также озвучила этого персонажа в эпизоде мультсериала «Новые дела Скуби-Ду», в котором фигурировала семья.
- Анжелика Хьюстон сыграла её в фильме 1991 года и его продолжении 1993 года.
- В фильме 1998 года «Воссоединение семейки Аддамс» Мортишу сыграла Дэрил Ханна.
- Канадская актриса Элли Харви сыграла Мортишу в телесериале «Новая семейка Аддамс» 1998 года.
- В мультсериал 1973 года Мортишу озвучила Джанет Уолдо.
- В мультсериале 1992 года её озвучила Нэнси Линари.
- В бродвейском мюзикле 2010 года Мортишу сыграла Биби Нойвирт. В 2011 году её заменила Брук Шилдс.
- Мортишу озвучила Шарлиз Терон в мультфильме 2019 года и в его сиквеле 2021 года.
- В сериале от Netflix «Уэнздей» 2022 года её сыграла Кэтрин Зета-Джонс[3].

## Влияние
Мортиша была одним из источников вдохновения для диснеевского персонажа Магика де Гипноз, созданного Карлом Барксом для мультфильмов про Дональда Дака.
Наташа Фатале — злодейка из мультфильмов «Рокки и Буллвинкль» была основана на образе Мортиши.

## Критика и отзывы
В 2009 году она была включена в топ 10 самых лучших телевизионных мам за шесть десятилетий телевидения за период 1964—1966 годов от Yahoo!.
AOL включил Мортишу в список из 100 самых запоминающихся женских телевизионных персонажей.